# 劇団ジャブジャブサーキット
劇団ジャブジャブサーキットは、日本の劇団。

## 概要
1985年、岐阜大学OBを中心に劇団「NO SIDE」の名で旗揚げ。結成５年後、名古屋進出に合わせて「劇団ジャブジャブサーキット」に改名。
1991年から東京、1997年から大阪でそれぞれ定期公演を始め、以来三大都市巡業スタイルに。
観客との想像力共有を信じ、細かい会話研究を武器に、演劇に残されたリアリティと知的エンターテイメントを追求している。
1993年池袋演劇祭優秀賞、1995年と1997年にシアターグリーン賞。2001年と2006年に名古屋市民芸術祭賞。
なお、代表のはせひろいちは、1999年、2004年、2006年の3回、岸田國士戯曲賞の最終候補にノミネートされている。

## 劇団員
- はせひろいち(代表・作・演出)
- 松野弘（音響・照明など）
- 栗木己義
- 荘加真美
- 中杉真弓
- 咲田とばこ
- 岡浩之
- くまのてつこ
- 髙橋ケンヂ
- 中野俊
- 空沢しんか
- 杉田愛憲
- 松本詩千

元劇団員
- 岩木淳子
- 江川由紀
- コヤマアキヒロ（小山広明）
- 伊藤翔大
- 山﨑結女
- 林優花

## 作品履歴・受賞歴など
| 上演年 | 作品名                                                              |                                                                         |
| ------ | ------------------------------------------------------------------- | ----------------------------------------------------------------------- |
| 1985   | 「砂の記憶」                                                        | 旗揚げ公演                                                              |
| 1987   | 「ロスト チルドレン」                                               |                                                                         |
| 1988   | 「砂のテレビジョン」                                                |                                                                         |
| 1989   | 「満月がいっぱい」                                                  |                                                                         |
|        | 「井戸端会議で捕まえて」                                            |                                                                         |
| 1990   | 「さよなら三角 また来て牛乳」                                       |                                                                         |
|        | 「シールドルームに首ったけ」                                        |                                                                         |
| 1991   | 「ミッシング リンク」                                               |                                                                         |
|        | 「アズ ビフォア」                                                   |                                                                         |
|        | 「パルプンテ シンドローム」                                         | 東京公演開始                                                            |
| 1992   | 「井戸端会議で捕まえて‘92」                                         |                                                                         |
|        | 「瞳の中のトリックスター」                                          |                                                                         |
| 1993   | 「永遠の源さん」                                                    | 池袋演劇祭優秀賞                                                        |
|        | 「さよなら三角‘94」                                                 |                                                                         |
| 1994   | 「図書館奇譚」                                                      |                                                                         |
|        | 「永遠の源さん リターン」                                           | 東京芸術劇場､松本演劇祭                                                 |
| 1995   | 「まんどらごら異聞」                                                | シアターグリーン賞（フェス最優秀賞）                                    |
|        | 「図書館奇譚 in図書館」                                             | 岐阜県図書館オープン記念公演                                            |
|        | 「冬虫夏草夜話」                                                    |                                                                         |
| 1996   | 「本日内定！」                                                      | 就職セミナーシミュレーションドラマ                                      |
|        | 「中野エスパーをめぐる冒険」                                        |                                                                         |
|        | 「冬虫夏草夜話‘96」                                                 | 高校生のための演劇教室                                                  |
|        | 「バクスター氏の実験」                                              | 愛知県文化振興事業団プロデュース公演                                    |
| 1997   | 「本日内定！ ‘97」                                                  | 就職セミナーシミュレーションドラマ                                      |
|        | 「まんどらごら異聞‘97」                                             | 大阪公演スタート                                                        |
|        | 「非常怪談」                                                        | シアターグリーン賞（フェス最優秀賞）V2                                  |
|        | 「ランチタイムセミナー～日本大使館公邸人質事件・ペルリの場合～」    |                                                                         |
| 1998   | 「ハロルドとモード」                                                | 愛知県女性センター主催プロデュース／脚色・演出を担当                    |
|        | 「楽屋‘98」                                                         | シアターサンモール・コマーシャルサーカス参加                            |
|        | 「本日内定！ ‘98～流通ヴァージョン～」                              | 名古屋市民会館大ホール                                                  |
|        | 「マイケルの冗談」                                                  | 3大都市縦断公演スタート                                                 |
|        | 「非常怪談‘98」                                                     | 岐阜市民芸術祭、グリーン賞受賞記念公演                                  |
| 1999   | 「あの人の遺言」                                                    | 扶桑文化会館での実験ミニ公演「サワ氏の仕業I」への短編新作               |
|        | 「バクスター氏の実験‘99」                                           | 東京グローブ座フェス参加、長久手、伊丹公演                              |
|        | 「不測の神々」                                                      | 七ツ寺プロデュース、劇作家協会新人戯曲賞優秀賞                          |
|        | 「一色忍ひとり芝居・七方美人」                                      | アクターズフェスNAGOYA参加作品                                          |
|        | 「ダブルフェイク」                                                  | 東京国際舞台芸術フェス、名古屋市民芸術祭、岸田戯曲賞最終候補            |
| 2000   | 「図書館奇譚2000」                                                  | 新旧両ヴァージョン公演                                                  |
|        | 「渚から遠く離れて」                                                | グローバルピース2001への短編、2001年7月上演                             |
|        | 「神田川の妻」                                                      | 作・坂手洋二、演出・はせ／燐光群との合同公演                            |
|        | 「8月の南瓜と12月の西瓜とケンタウリ」                               | 作・はせ、演出・天野天街／少年王者舘との合同公演                        |
|        | 「サワ氏の仕業III」                                                 | 短編新作公演「逃げ水と帰り水」「冬瓜」「ラボラトリーな午後」            |
| 2001   | 「高野の七福神」                                                    | テアトロ新人戯曲賞最終ノミネート                                        |
|        | 「中野エスパーをめぐる冒険・大改訂版」                              | 名古屋市民芸術祭賞受賞                                                  |
| 2002   | 「螺旋の悪意」                                                      | ほづみ演劇祭                                                            |
|        | 「動物ダウト」                                                      | 名古屋市青少年のための芸術劇場                                          |
|        | 「しるくさんど」                                                    | 愛知県芸術劇場演劇フェスティバル参加                                    |
|        | 「ベンチ日和」                                                      | サワ氏の仕業シリーズIV                                                  |
| 2003   | 「タイタニック・ポーカー」                                          |                                                                         |
|        | 「裸の劇場」                                                        | 第11回キャンドル基金助成作品                                            |
| 2004   | 「動物ダウトver.04」                                                |                                                                         |
|        | 「しずかなごはん」                                                  | こころ♡ネットKANSAIコラボレーション                                     |
| 2005   | 「成層圏まで徒歩６分」                                              |                                                                         |
|        | 「しずかなごはんver.2005」                                          | シアターグリーン小劇場杮落とし公演                                      |
| 2006   | 「亡者からの手紙」                                                  | 愛知県芸術劇場演劇フェスティバル参加、原作：日陰丈吉                    |
|        | 「歪みたがる隊列」                                                  | 名古屋市民芸術祭賞受賞・岸田戯曲賞最終候補ノミネート初のDVD化、販売終了 |
| 2007   | 「アインシュタイン・ショック｣                                       | 春～秋で3都市。DVD化、販売終了                                          |
| 2008   | 「裸の劇場'08」                                                     | S-pace 1周年企画。大阪のみ。リーズナブルアクト(1)                       |
|        | 「グレイの偶発」                                                    | リーズナブルアクト(2)。名古屋・ナビロフトのみ。観客参加型実験公演       |
|        | 「死立探偵」                                                        | 秋の3都市公演                                                           |
| 2009   | 「河童橋の魔女」                                                    | 雑誌テアトロ掲載                                                        |
| 2010   | 「蒼の組曲」                                                        | 第49回公演・劇団創立25周年ACT.1                                         |
|        | 「高野の七福神」                                                    | 劇団創立25周年ACT.2。岐阜市文化センター共催                             |
|        | 「やみぐも2010」                                                    | トリプル3 劇団ジャブジャブサーキット×長久手町文化の家                   |
| 2011   | 「無重力チルドレン」                                                | 第50回記念公演 雑誌テアトロ掲載                                         |
|        | 「まんどらごら異聞ver.2011」                                        | 精華小劇場ファイナル公演                                                |
|        | 「やみぐも2011」                                                    | トリプル3 劇団ジャブジャブサーキット×三重県文化会館                     |
| 2012   | 「死ぬための友達」                                                  | 春～秋で3都市。劇団にてDVD発売                                          |
|        | 「やみぐも2012」                                                    | トリプル3 劇団ジャブジャブサーキット×富田林すばるホール                 |
| 2013   | 「月光カノン」                                                      | 春～秋で4都市。三重県文化会館で初公演。                                 |
| 2014   | 「ディラックの花嫁」                                                | 春～秋で3都市。劇団にてDVD発売                                          |
|        | 「非常怪談2014」                                                    | 劇団創立30周年ACT.1。大垣・三重の2都市限定公演。初の大垣公演            |
| 2015   | 「さよならウィキペディア」                                          | 春～夏で3都市                                                           |
|        | 「乱歩からの招待状」                                                | 名古屋市やっとかめ演劇祭参加。国の重要文化財「東山荘」にて上演          |
|        | 「しずかなごはん」                                                  | 冬に初の仙台、大阪の2都市にて上演                                       |
| 2016   | 「しずかなごはん」                                                  | 前年に続き三重、大垣にて上演                                            |
|        | 「猿川方程式の誤算あるいは死亡フラグの正しい折り方」                |                                                                         |
| 2017   | 「月読み右近の副業」                                                | 駅前劇場・東京公演                                                      |
| 2018   | 「ランチタイム セミナー」～検証1997年・ペルー日本大使公邸人質事件～ | 岐阜市文化センター共催                                                  |
|        | 「ビシバシと叩いて渡るイシバシ君」                                  |                                                                         |
| 2019   | 「ランチタイムセミナー」〜検証1997年・ペルー日本大使公邸人質事件〜  | 第60回記念公演                                                          |
|        | 「小刻みに戸惑う神様」                                              |                                                                         |